# Bulbostylis clarkeana
Bulbostylis clarkeana là một loài thực vật có hoa trong họ Cói. Loài này được Hutch. ex Bodard mô tả khoa học đầu tiên năm 1962.